# Handbal la Jocurile Olimpice de vară din 2024

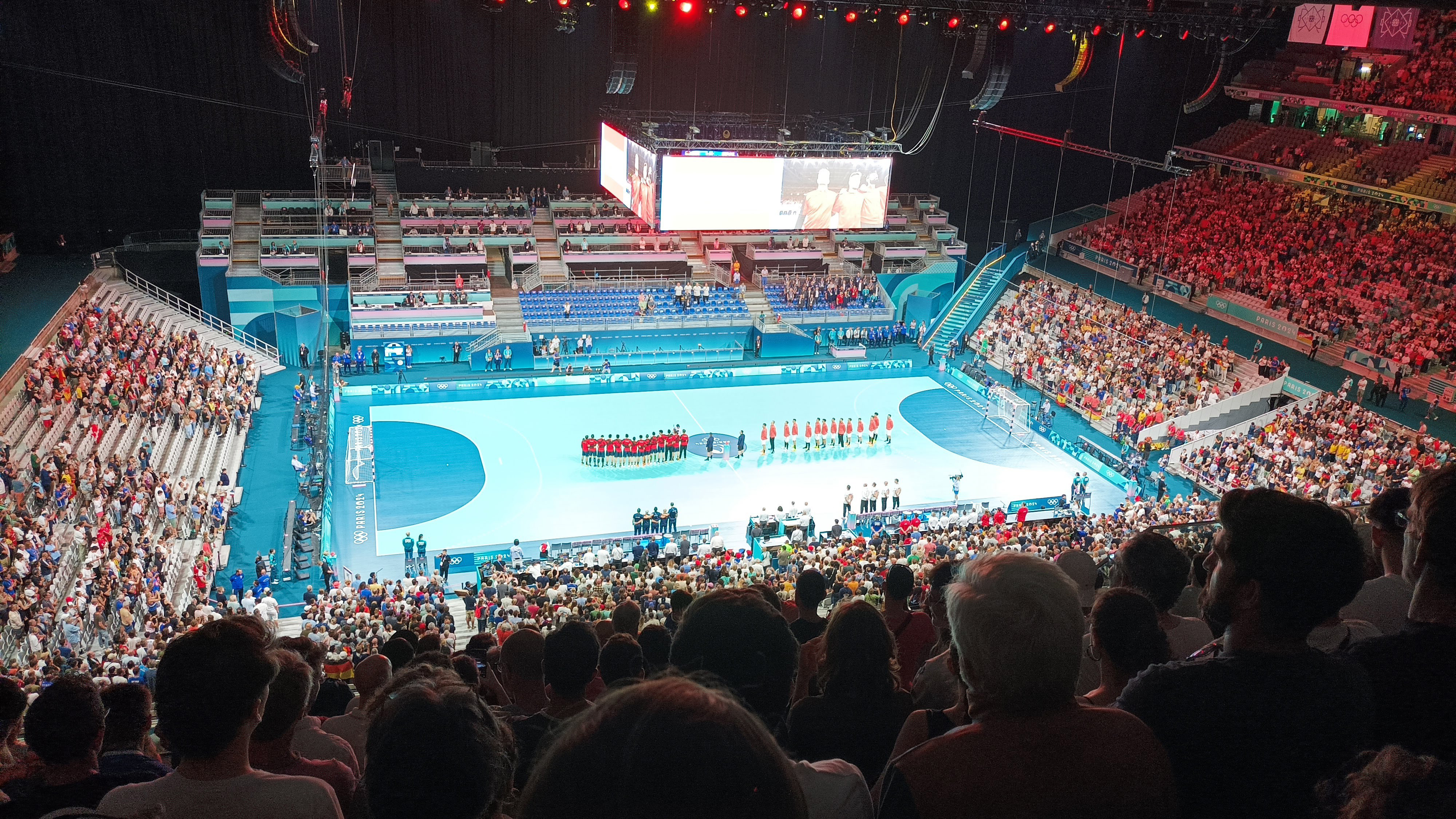
Spania - Germania pe Stade Pierre-Mauroy, Lille

Competiția de handbal de la Jocurile Olimpice de vară din 2024 s-a desfășurat la Paris, la South Paris Arena 6, meciurile din grupe, și pe Stade Pierre-Mauroy din Lille, faza eliminatorie, în perioada 25 iulie - 11 august 2024.

## Probe sportive
Participanții au concurat pentru cele trei medalii olimpice: aur, argint și bronz, din cele două probe sportive de handbal:
- handbal masculin
- handbal feminin

## Săli
| South Paris Arena 6          |
| Capacitate: 5200 spectatori  |
|                              |
| Lille                        |
| Stade Pierre-Mauroy          |
| Capacitate: 27500 spectatori |
|                              |

În trei ore, Stade Pierre-Mauroy din Lille poate fi transformat dintr-un stadion de fotbal într-o sală de handbal prin ridicarea cu ajutorul unor cricuri hidraulice a jumătății de nord a gazonului și apoi glisarea acesteia deasupra jumătății de sud. Acest proces crează un teren de handbal central, în jurul căruia pot fi aranjate până la 30000 de scaune. Terenul de handbal este rotit cu 90° față de cel de fotbal.

## Programul competiției
Tragerea la sorți pentru distribuția în grupe a avut loc pe 16 aprilie 2024. Calendarul și orele de desfășurare a partidelor au fost făcute publice pe 29 aprilie 2024.
| G | Faza grupelor | ¼ | Sferturi de finală | ½ | Semifinalele | f | Finala mică | F | Finala |

| 0        | Joi 25 | Vin 26 | Sâm 27 | Dum 28 | Lun 29 | Mar 30 | Mie 31 | Joi 1 | Vin 2 | Sâm 3 | Dum 4 | Lun 5 | Mar 6 | Mie 7 | Joi 8 | Vin 9 | Sâm 10 | Sâm 10 | Dum 11 | Dum 11 |
| -------- | ------ | ------ | ------ | ------ | ------ | ------ | ------ | ----- | ----- | ----- | ----- | ----- | ----- | ----- | ----- | ----- | ------ | ------ | ------ | ------ |
| Masculin |        |        | G      |        | G      |        | G      |       | G     |       | G     |       |       | ¼     |       | ½     |        |        | f      | F      |
| Feminin  | G      |        |        | G      |        | G      |        | G     |       | G     |       |       | ¼     |       | ½     |       | f      | F      |        |        |

## Criterii de calificare
Fiecare comitet olimpic național a avut dreptul de a include o echipă în proba masculină și o echipă în proba feminină.

### Sumar
| Țară                 | Masculin | Feminin | Handbaliști |
| -------------------- | -------- | ------- | ----------- |
| Angola               |          | Yes     | 14          |
| Argentina            | Yes      |         | 14          |
| Brazilia             |          | Yes     | 14          |
| Croația              | Yes      |         | 14          |
| Danemarca            | Yes      | Yes     | 28          |
| Egipt                | Yes      |         | 14          |
| Franța               | Yes      | Yes     | 28          |
| Germania             | Yes      | Yes     | 28          |
| Ungaria              | Yes      | Yes     | 28          |
| Japonia              | Yes      |         | 14          |
| Olanda               |          | Yes     | 14          |
| Norvegia             | Yes      | Yes     | 28          |
| Slovenia             | Yes      | Yes     | 28          |
| Coreea de Sud        |          | Yes     | 14          |
| Spania               | Yes      | Yes     | 28          |
| Suedia               | Yes      | Yes     | 28          |
| 16 comitete olimpice | 168      | 168     | 336         |

### Masculin
| Modalitate de calificare                 | Data                  | Gazda          | Locuri | Calificate         |
| ---------------------------------------- | --------------------- | -------------- | ------ | ------------------ |
| Țara gazdă                               | N/A                   | N/A            | 1      | Franța             |
| Campionatul Mondial din 2023             | 11–29 ianuarie 2023   | Polonia Suedia | 1      | Danemarca          |
| Turneul asiatic de calificare din 2023   | 18–28 octombrie 2023  | Doha           | 1      | Japonia            |
| Jocurile Panamericane din 2023           | 30 oct. – 4 nov. 2023 | Viña del Mar   | 1      | Argentina          |
| Campionatul European din 2024            | 10–28 ianuarie 2024   | Germania       | 1      | Suedia             |
| Campionatul African din 2024             | 17–27 ianuarie 2024   | Cairo          | 1      | Egipt              |
| Turneele olimpice de calificare din 2024 | 14–17 martie 2024     | Granollers     | 2      | Spania · Slovenia  |
| Turneele olimpice de calificare din 2024 | 14–17 martie 2024     | Hanovra        | 2      | Croația · Germania |
| Turneele olimpice de calificare din 2024 | 14–17 martie 2024     | Tatabánya      | 2      | Norvegia · Ungaria |
| Total                                    |                       |                | 12     |                    |

### Feminin
| Modalitate de calificare                 | Data                   | Gazda                                     | Locuri | Calificate             |
| ---------------------------------------- | ---------------------- | ----------------------------------------- | ------ | ---------------------- |
| Țara gazdă                               | N/A                    | N/A                                       | 1      | Franța                 |
| Campionatul European din 2022            | 4–20 noiembrie 2022    | Slovenia · Macedonia de Nord · Muntenegru | 1      | Danemarca              |
| Turneul asiatic de calificare din 2023   | 17–23 august 2023      | Hiroshima                                 | 1      | Coreea de Sud          |
| Turneul african de calificare din 2019   | 11–14 octombrie 2023   | Luanda                                    | 1      | Angola                 |
| Jocurile Panamericane 2023               | 24–29 octombrie 2023   | Viña del Mar                              | 1      | Brazilia               |
| Campionatul Mondial din 2023             | 29 nov. – 17 dec. 2023 | Danemarca · Norvegia · Suedia             | 1      | Norvegia               |
| Turneele olimpice de calificare din 2024 | 11–14 aprilie 2024     | Debrețin                                  | 2      | Ungaria · Suedia       |
| Turneele olimpice de calificare din 2024 | 11–14 aprilie 2024     | Torrevieja                                | 2      | Țările de Jos · Spania |
| Turneele olimpice de calificare din 2024 | 11–14 aprilie 2024     | Neu-Ulm                                   | 2      | Germania · Slovenia    |
| Total                                    | Total                  | Total                                     | 12     |                        |

## Turneul masculin
Competiția a fost alcătuită din două faze: o fază a grupelor, urmată de faza eliminatorie.

### Faza grupelor
Echipele au fost împărțite în două grupe de câte șase națiuni și au jucat fiecare împotriva celorlalte adversare din grupă. S-au acordat două puncte pentru victorie și un punct pentru egal. Echipele clasate pe primele patru locuri în fiecare grupă au avansat în sferturile de finală.

### Grupa A
| Loc | Echipa   | MJ | V | E | Î | GM  | GP  | DG  | Pct | Calificare           |
| --- | -------- | -- | - | - | - | --- | --- | --- | --- | -------------------- |
| 1   | Germania | 5  | 4 | 0 | 1 | 162 | 144 | +18 | 8   | Sferturile de finală |
| 2   | Slovenia | 5  | 3 | 0 | 2 | 140 | 142 | −2  | 6   | Sferturile de finală |
| 3   | Spania   | 5  | 3 | 0 | 2 | 151 | 148 | +3  | 6   | Sferturile de finală |
| 4   | Suedia   | 5  | 3 | 0 | 2 | 158 | 139 | +19 | 6   | Sferturile de finală |
| 5   | Croația  | 5  | 2 | 0 | 3 | 148 | 156 | −8  | 4   |                      |
| 6   | Japonia  | 5  | 0 | 0 | 5 | 143 | 173 | −30 | 0   |                      |

1. 1 2 3  Slovenia 2 puncte, golaveraj +2; Spania 2 puncte, golaveraj 0; Suedia 2 puncte, golaveraj −2.

### Grupa B
| Loc | Echipa     | MJ | V | E | Î | GM  | GP  | DG  | Pct | Calificare           |
| --- | ---------- | -- | - | - | - | --- | --- | --- | --- | -------------------- |
| 1   | Danemarca  | 5  | 5 | 0 | 0 | 165 | 133 | +32 | 10  | Sferturile de finală |
| 2   | Egipt      | 5  | 3 | 1 | 1 | 148 | 140 | +8  | 7   | Sferturile de finală |
| 3   | Norvegia   | 5  | 3 | 0 | 2 | 139 | 136 | +3  | 6   | Sferturile de finală |
| 4   | Franța (H) | 5  | 2 | 1 | 2 | 129 | 131 | −2  | 5   | Sferturile de finală |
| 5   | Ungaria    | 5  | 1 | 0 | 4 | 137 | 138 | −1  | 2   |                      |
| 6   | Argentina  | 5  | 0 | 0 | 5 | 131 | 171 | −40 | 0   |                      |

### Fazele eliminatorii

#### Schemă
|  | Sferturile de finală | Sferturile de finală |                |    | Semifinalele | Semifinalele |  |  | Finala | Finala |
|  |                      |                      |                |    |              |              |  |  |        |        |
|  | 7 august 2024        |                      |                |    |              |              |  |  |        |        |
|  |                      |                      |                |    |              |              |  |  |        |        |
|  | Germania (Prel.)     | 35                   |                |    |              |              |  |  |        |        |
|  | Germania (Prel.)     | 35                   | 9 august 2024  |    |              |              |  |  |        |        |
|  | Franța               | 34                   |                |    |              |              |  |  |        |        |
|  | Franța               | 34                   | Germania       | 25 |              |              |  |  |        |        |
|  | 7 august 2024        |                      | Germania       | 25 |              |              |  |  |        |        |
|  |                      | Spania               | 24             |    |              |              |  |  |        |        |
|  | Spania (Prel.)       | Spania               | 24             | 29 |              |              |  |  |        |        |
|  | Spania (Prel.)       |                      | 11 august 2024 | 29 |              |              |  |  |        |        |
|  | Egipt                | 28                   |                |    |              |              |  |  |        |        |
|  | Egipt                | 28                   | Germania       | 26 |              |              |  |  |        |        |
|  | 7 august 2024        |                      | Germania       | 26 |              |              |  |  |        |        |
|  |                      | Danemarca            | 39             |    |              |              |  |  |        |        |
|  | Norvegia             | Danemarca            | 39             | 28 |              |              |  |  |        |        |
|  | Norvegia             | 9 august 2024        |                | 28 |              |              |  |  |        |        |
|  | Slovenia             | 33                   |                |    |              |              |  |  |        |        |
|  | Slovenia             | 33                   | Slovenia       | 30 |              |              |  |  |        |        |
|  | 7 august 2024        |                      | Slovenia       | 30 |              |              |  |  |        |        |
|  |                      | Danemarca            | 31             |    | Finala mică  | Finala mică  |  |  |        |        |
|  | Danemarca            | Danemarca            | 31             | 32 | Finala mică  | Finala mică  |  |  |        |        |
|  | Danemarca            |                      | 11 august 2024 | 32 |              |              |  |  |        |        |
|  | Suedia               | 31                   |                |    |              |              |  |  |        |        |
|  | Suedia               | 31                   | Spania         | 23 |              |              |  |  |        |        |
|  |                      |                      |                |    |              |              |  |  |        |        |
|  | Slovenia             | 22                   |                |    |              |              |  |  |        |        |
|  | Slovenia             | 22                   |                |    |              |              |  |  |        |        |

### Clasamentul final
| Loc | Echipă    |
| --- | --------- |
| 1   | Danemarca |
| 2   | Germania  |
| 3   | Spania    |
| 4   | Slovenia  |
| 5   | Egipt     |
| 6   | Norvegia  |
| 7   | Suedia    |
| 8   | Franța    |
| 9   | Croația   |
| 10  | Ungaria   |
| 11  | Japonia   |
| 12  | Argentina |

## Turneul feminin
Competiția a fost alcătuită din două faze: o fază a grupelor, urmată de faza eliminatorie.

### Faza grupelor
Echipele au fost împărțite în două grupe de câte șase națiuni și au jucat fiecare împotriva celorlalte adversare din grupă. S-au acordat două puncte pentru victorie și un punct pentru egal. Echipele clasate pe primele patru locuri în fiecare grupă au avansat în sferturile de finală.

### Grupa A
| Loc | Echipa        | MJ | V | E | Î | GM  | GP  | DG  | Pct | Calificare           |
| --- | ------------- | -- | - | - | - | --- | --- | --- | --- | -------------------- |
| 1   | Norvegia      | 5  | 4 | 0 | 1 | 140 | 110 | +30 | 8   | Sferturile de finală |
| 2   | Suedia        | 5  | 4 | 0 | 1 | 140 | 125 | +15 | 8   | Sferturile de finală |
| 3   | Danemarca     | 5  | 4 | 0 | 1 | 126 | 116 | +10 | 8   | Sferturile de finală |
| 4   | Germania      | 5  | 1 | 0 | 4 | 136 | 134 | +2  | 2   | Sferturile de finală |
| 5   | Coreea de Sud | 5  | 1 | 0 | 4 | 107 | 133 | −26 | 2   |                      |
| 6   | Slovenia      | 5  | 1 | 0 | 4 | 116 | 147 | −31 | 2   |                      |

1. 1 2 3  Norvegia 2 puncte, golaveraj +5; Suedia 2 puncte, golaveraj +2; Danemarca 2 puncte, golaveraj −7.
2. 1 2 3  Germania 2 puncte, golaveraj +18; Coreea de Sud 2 puncte, golaveraj −6; Slovenia 2 puncte, golaveraj −12.

### Grupa B
| Loc | Echipa        | MJ | V | E | Î | GM  | GP  | DG  | Pct | Calificare           |
| --- | ------------- | -- | - | - | - | --- | --- | --- | --- | -------------------- |
| 1   | Franța (H)    | 5  | 5 | 0 | 0 | 159 | 124 | +35 | 10  | Sferturile de finală |
| 2   | Țările de Jos | 5  | 4 | 0 | 1 | 152 | 137 | +15 | 8   | Sferturile de finală |
| 3   | Ungaria       | 5  | 2 | 1 | 2 | 137 | 140 | −3  | 5   | Sferturile de finală |
| 4   | Brazilia      | 5  | 2 | 0 | 3 | 127 | 119 | +8  | 4   | Sferturile de finală |
| 5   | Angola        | 5  | 1 | 1 | 3 | 131 | 154 | −23 | 3   |                      |
| 6   | Spania        | 5  | 0 | 0 | 5 | 111 | 143 | −32 | 0   |                      |

### Fazele eliminatorii

#### Schemă
|  | Sferturile de finală | Sferturile de finală |                |    | Semifinalele | Semifinalele |  |  | Finala | Finala |
|  |                      |                      |                |    |              |              |  |  |        |        |
|  | 6 august 2024        |                      |                |    |              |              |  |  |        |        |
|  |                      |                      |                |    |              |              |  |  |        |        |
|  | Norvegia             | 32                   |                |    |              |              |  |  |        |        |
|  | Norvegia             | 32                   | 8 august 2024  |    |              |              |  |  |        |        |
|  | Brazilia             | 15                   |                |    |              |              |  |  |        |        |
|  | Brazilia             | 15                   | Norvegia       | 25 |              |              |  |  |        |        |
|  | 6 august 2024        |                      | Norvegia       | 25 |              |              |  |  |        |        |
|  |                      | Danemarca            | 21             |    |              |              |  |  |        |        |
|  | Danemarca            | Danemarca            | 21             | 29 |              |              |  |  |        |        |
|  | Danemarca            |                      | 10 august 2024 | 29 |              |              |  |  |        |        |
|  | Țările de Jos        | 25                   |                |    |              |              |  |  |        |        |
|  | Țările de Jos        | 25                   | Norvegia       | 29 |              |              |  |  |        |        |
|  | 6 august 2024        |                      | Norvegia       | 29 |              |              |  |  |        |        |
|  |                      | Franța               | 21             |    |              |              |  |  |        |        |
|  | Ungaria              | Franța               | 21             | 32 |              |              |  |  |        |        |
|  | Ungaria              | 8 august 2024        |                | 32 |              |              |  |  |        |        |
|  | Suedia (Prel.)       | 36                   |                |    |              |              |  |  |        |        |
|  | Suedia (Prel.)       | 36                   | Suedia         | 28 |              |              |  |  |        |        |
|  | 6 august 2024        |                      | Suedia         | 28 |              |              |  |  |        |        |
|  |                      | Franța (Prel.)       | 31             |    | Finala mică  | Finala mică  |  |  |        |        |
|  | Franța               | Franța (Prel.)       | 31             | 26 | Finala mică  | Finala mică  |  |  |        |        |
|  | Franța               |                      | 10 august 2024 | 26 |              |              |  |  |        |        |
|  | Germania             | 23                   |                |    |              |              |  |  |        |        |
|  | Germania             | 23                   | Danemarca      | 30 |              |              |  |  |        |        |
|  |                      |                      |                |    |              |              |  |  |        |        |
|  | Suedia               | 25                   |                |    |              |              |  |  |        |        |
|  | Suedia               | 25                   |                |    |              |              |  |  |        |        |

### Clasamentul final
| Loc | Echipă        |
| --- | ------------- |
| 1   | Norvegia      |
| 2   | Franța        |
| 3   | Danemarca     |
| 4   | Suedia        |
| 5   | Țările de Jos |
| 6   | Ungaria       |
| 7   | Brazilia      |
| 8   | Germania      |
| 9   | Angola        |
| 10  | Coreea de Sud |
| 11  | Slovenia      |
| 12  | Spania        |

## Medaliați
| Probă            | Aur | Argint | Bronz |
| Masculin detalii | Danemarca · Niklas Landin Jacobsen · Niclas Kirkeløkke · Magnus Landin Jacobsen · Emil Jakobsen · Rasmus Lauge · Emil Nielsen · Magnus Saugstrup · Hans Lindberg · Mathias Gidsel · Henrik Møllgaard · Mikkel Hansen · Lukas Jørgensen · Lasse Andersson · Simon Hald · Thomas Sommer Arnoldsen · Simon Pytlick  | Germania · David Späth · Johannes Golla · Luca Witzke · Sebastian Heymann · Justus Fischer · Juri Knorr · Julian Köster · Renārs Uščins · Kai Häfner · Tim Hornke · Andreas Wolff · Rune Dahmke · Lukas Mertens · Christoph Steinert · Marko Grgić · Jannik Kohlbacher                                 | Spania · Gonzalo Pérez de Vargas · Jorge Maqueda · Alex Dujshebaev · Rodrigo Corrales · Adrià Figueras · Imanol Garciandia · Abel Serdio · Agustín Casado · Aleix Gómez · Ian Tarrafeta · Miguel Sánchez-Migallón · Daniel Dujshebaev · Kauldi Odriozola · Daniel Fernández · Javier Rodríguez Moreno |
| Feminin detalii  | Norvegia · Veronica Kristiansen · Maren Aardahl · Stine Skogrand · Nora Mørk · Stine Bredal Oftedal · Silje Solberg-Østhassel · Kari Brattset Dale · Kristine Breistøl · Vilde Ingstad · Katrine Lunde · Marit Røsberg Jacobsen · Camilla Herrem · Sanna Solberg-Isaksen · Henny Reistad · Thale Rushfeldt Deila | Franța · Laura Glauser · Méline Nocandy · Alicia Toublanc · Chloé Valentini · Coralie Lassource · Grâce Zaadi · Cléopatre Darleux · Laura Flippes · Orlane Kanor · Tamara Horacek · Pauletta Foppa · Estelle Nze Minko · Oriane Ondono · Lucie Granier · Sarah Bouktit · Léna Grandveau · Hatadou Sako | Danemarca · Sandra Toft · Sarah Iversen · Helena Elver · Anne Mette Hansen · Kathrine Heindahl · Line Haugsted · Althea Reinhardt · Mette Tranborg · Kristina Jørgensen · Trine Østergaard · Louise Burgaard · Mie Højlund · Emma Friis · Rikke Iversen · Michala Møller                              |

## Clasament pe medalii
| Loc   | Țară      | Aur | Argint | Bronz | Total |
| ----- | --------- | --- | ------ | ----- | ----- |
| 1     | Danemarca | 1   | –      | 1     | 2     |
| 2     | Norvegia  | 1   | –      | –     | 1     |
| 3     | Germania  | –   | 1      | –     | 1     |
| 3     | Franța    | –   | 1      | –     | 1     |
| 5     | Spania    | –   | –      | 1     | 1     |
| Total | Total     | 2   | 2      | 2     | 6     |